# Entrapment
Entrapment is een Amerikaanse film uit 1999 die is geregisseerd door Jon Amiel en met in de hoofdrollen Sean Connery en Catherine Zeta-Jones.
De film werd vrij matig ontvangen door recensenten. Veel critici vonden dat de film zich te veel concentreerde op de scènes waarin Zeta-Jones acrobatische toeren moet uithalen om laserstralen te ontwijken. Zeta-Jones deed overigens de meeste acrobatiek zelf. Mensen die positiever waren, zagen het meer als een lichte heistfilm, gebouwd rondom het idee van de film Charade. Ondanks de negatieve recensies was de film wel een behoorlijk financieel succes met een opbrengst van bijna 89 miljoen dollar in de Verenigde Staten en een wereldwijde opbrengst van in totaal ruim 212 miljoen dollar.

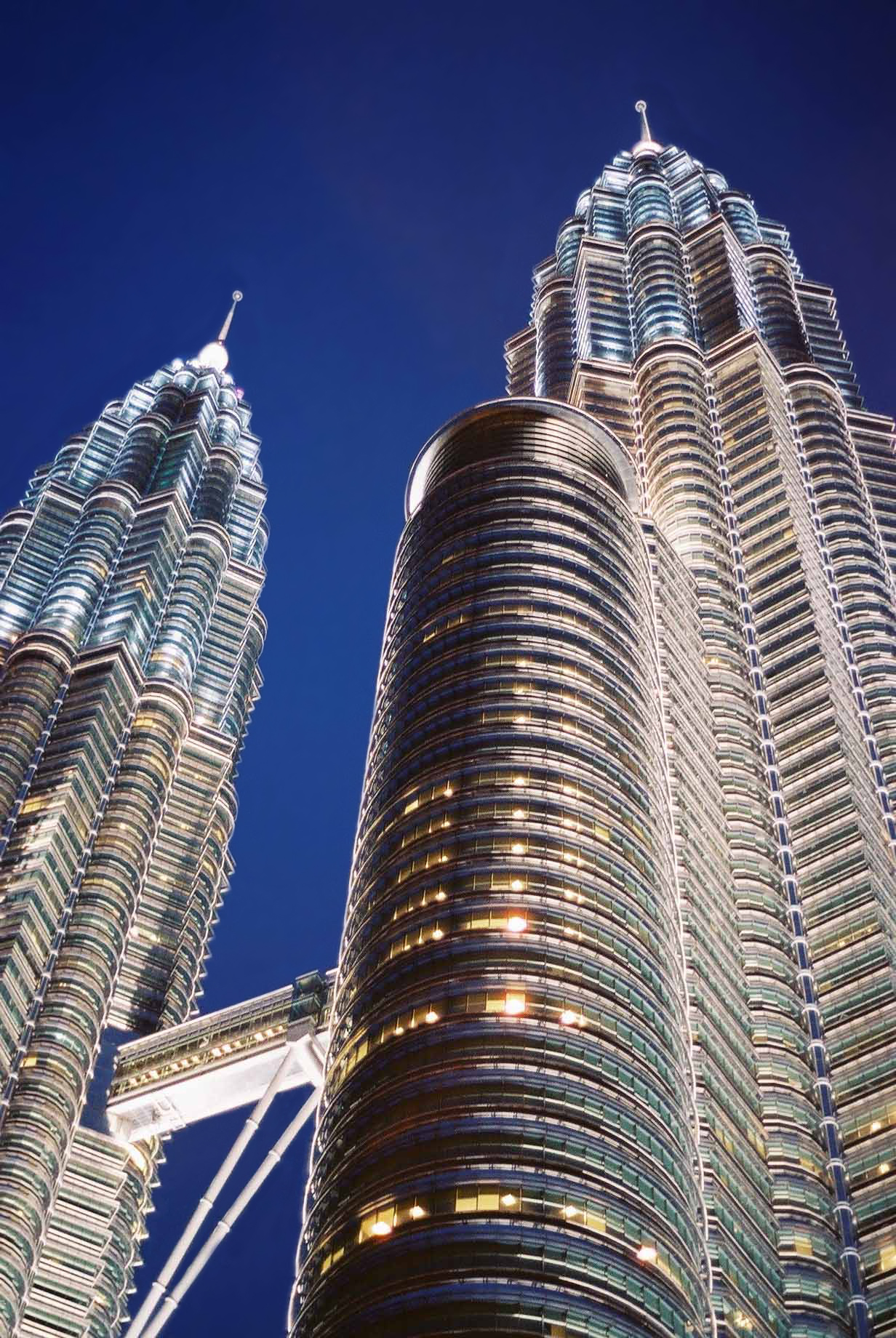
De Petronas Twin Towers spelen een belangrijke rol in de film.

## Verhaal
Virginia 'Gin' Baker werkt voor een verzekeringsmaatschappij, en krijgt de opdracht de legendarische kunstdief Robert MacDougal op te pakken. Gin probeert door interesse te tonen in een nieuwe opdracht bij Robert te infiltreren. Eerst beroven Robert en Gin een kunstmuseum om een kroon te stelen. Dan blijkt dat Gin eigenlijk naast haar baantje bij de verzekeringsmaatschappij een dievegge is, en zich enkel heeft aangesloten bij Robert zodat hij haar kan helpen bij de "Misdaad van het Millennium" in de Maleisische hoofdstad Kuala Lumpur. Gin wil in de 20 seconden dat de computer van de bank die gevestigd is in de Petronas Twin Towers wordt uitgezet om een millenniumbug te voorkomen, inbreken in de computer van de bank en meerdere miljarden overmaken op haar rekening. Hoewel de klus lukt, blijkt ook Robert iemand anders te zijn dan hij zich eerder voordeed: hij is een FBI-agent die eigenlijk van plan was Gin in te rekenen. Tijdens de voorbereidingen op de misdaad zijn ze naar elkaar toegegroeid en samen besluiten ze ervandoor te gaan. Omdat Robert op één miljard dollar na alles had overgedragen aan de bank hebben ze genoeg geld om het ervan te nemen.

## Rolverdeling
| Acteur               | Personage              |
| -------------------- | ---------------------- |
| Sean Connery         | Robert "Mac" MacDougal |
| Catherine Zeta-Jones | Virginia "Gin" Baker   |
| Ving Rhames          | Aaron Thibadeaux       |
| Will Patton          | Hector Cruz            |
| Maury Chaykin        | Conrad Greene          |

## Trivia
- De eindscènes werden niet opgenomen op station Pudu maar op het station van Bukit Jalil, maar alle naambordjes werden daar gewijzigd omdat Bukit Jalil te ver van het vliegveld zou zijn om geloofwaardig te zijn voor de plot.
- De straat waar Connery wacht op Zeta-Jones, die daar een antiekzaak moet beroven, is dezelfde als in de scène waarin Hagrid en Harry over straat lopen in de film Harry Potter and the Sorcerer's Stone.
- Het wachtwoord dat Connery gebruikt in de openingsscène is 1007, en refereert aan het feit dat Connery de eerste 007-acteur was.
- Maleisië vond dat de film Maleisië afbeeldde als een achtergesteld land, met name in een scène waarin de moderne en destijds net geopende Petronas Twin Towers klein in beeld wordt gebracht in vergelijking met de nabijgelegen sloppenwijken.